# Abditibacteriota
Abditibacteriota es un filo de bacterias gramnegativas. Dentro de este filo hay una sola clase, Abditibacteria; orden, Abditibacteriales; familia, Abditibacteriaceae; género, Abditibacterium y especie, Abditibacterium utsteinense. Fue descrito en el año 2018. Su etimología hace referencia a lugar remoto. El nombre de la especie hace referencia a Utsteinen, lugar de la Antártida. Es una bacteria aerobia e inmóvil. Tiene un tamaño de 0,6-1 μm de ancho por 0,65-1,3 μm de largo. Catalasa positiva y oxidasa negativa. Forma colonias circulares, lisas y de color rosa con el centro rojo. Temperatura de crecimiento entre 1-45 °C, óptima de 15-18 °C. Es sensible a linezolid, gentamicina, kanamicina, estreptomicina, amikacina, clindamicina y minociclina. Tiene un contenido de G+C  de 54,27%. Se ha aislado de una muestra de suelo cerca de la estación belga Princesa Elisabeth, en Utsteinen, Antártida. 